# Perpétuo Socorro (Macapá)
Perpétuo Socorro é um bairro do município brasileiro de Macapá, capital do estado do Amapá. Segundo o censo demográfico de 2022, realizado pelo Instituto Brasileiro de Geografia e Estatística (IBGE), sua população era de 10 204 habitantes e havia 2 730 domicílios particulares permanentes ocupados.
De acordo com o IBGE, em 2010 a população era de 13 087 habitantes e havia 2 849 domicílios particulares.
O surgimento do bairro se deu em meados da década de 1970, acompanhando o desenvolvimento econômico e populacional que vinha sendo observado na capital amapaense. Possui como pontos de referência a Igreja de Nossa Senhora do Perpétuo Socorro, padroeira do bairro, além de um centro social, um destacamento de polícia e um centro de saúde.